# スピード・デーモン
「スピード・デーモン」 (原題:Speed Demon) はマイケル・ジャクソンの1987年のアルバム『バッド』に収録されている楽曲。1989年にプロモーション用シングルとしても発売された。

## 解説
タイトルどおり、マシンの魅力に取り憑かれたスピード狂の歌。「車をわきへ寄せ、違反切符を受けとれ」という歌詞は、スタジオへ向かう途中にスピード違反の切符を切られたマイケル自身の体験が元になっている。

## ショートフィルム
ショートフィルムは映画『Moonwalker』の中で公開。監督はウィル・ヴィントン。粘土アニメーションと実写が合成されたユニークな作品である。内容はマイケルが執拗に付け回すファン、パパラッチから逃げ回るという内容。
後半のダンスシーンの振り付けはヴィンセント・パターソンが務めた。